# Brexia arborea
Brexia arborea är en benvedsväxtart som beskrevs av Henri Perrier de la Bâthie. Brexia arborea ingår i släktet Brexia och familjen Celastraceae. Inga underarter finns listade.